# Пересипки
Пере́сипки — село в Україні, у Конотопському районі Сумської області. Населення становить 92 осіб. До 2018 орган місцевого самоврядування — Зінівська сільська рада.

## Географія
Село Пересипки знаходиться на правому березі річки Сейм, вище за течією на відстані 4,5 км розташоване село Чаплищі, нижче за течією на відстані 2 км розташоване село Зінове, на протилежному березі — село Чумакове. Річка в цьому місці звивиста, утворює лимани, стариці і заболочені озера. Поруч проходить автомобільна дорога Т 1908.

## Історія
12 червня 2020 року, відповідно до розпорядження Кабінету Міністрів України № 723-р «Про визначення адміністративних центрів та затвердження територій територіальних громад Сумської області», село увійшло до складу Путивльської міської громади.

19 липня 2020 року, в результаті адміністративно-територіальної реформи та ліквідації Путивльського району, увійшло до складу новоутвореного Конотопського району.

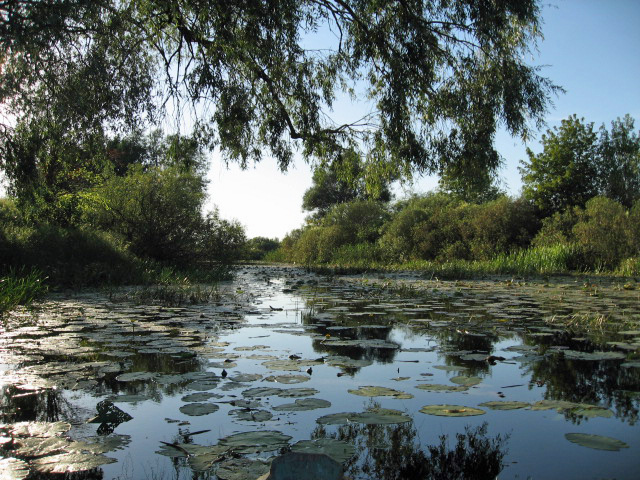
Глушиця на околиці Пересипок

## Населення
Згідно з переписом УРСР 1989 року чисельність наявного населення села становила 143 особи, з яких 62 чоловіки та 81 жінка.
За переписом населення України 2001 року в селі мешкала 91 особа.

### Мова
Розподіл населення за рідною мовою за даними перепису 2001 року:
| Мова       | Чисельність | Відсоток |
| ---------- | ----------- | -------- |
| українська | 75          | 81,52%   |
| російська  | 17          | 18,48%   |
| Усього     | 92          | 100%     |

## Відомі люди
Федорченко Олексій Сергійович (1982—2015) — старший солдат Збройних сил України, учасник російсько-української війни.